# Jochen Fraatz
Jochen Fraatz, född 14 maj 1964 i Cuxhaven, är en tysk tidigare handbollsspelare (vänstersexa). Totalt gjorde han 2 683 mål på 438 Bundesligamatcher, vilket innebär att han gjort tredje flest mål i Bundesligas historia. För Tysklands landslag spelade han 185 landskamper och gjorde 809 mål.
Han var med och tog OS-silver 1984 i Los Angeles.
Han är far till handbollsspelaren Yannick Fraatz.

## Klubbar
- TUSEM Essen (1982–1996)
- HSG Nordhorn (1996–2001)
- TBV Lemgo (2002)